# Daviesia arthropoda
Daviesia arthropoda är en ärtväxtart som beskrevs av Ferdinand von Mueller. Daviesia arthropoda ingår i släktet Daviesia, och familjen ärtväxter. Inga underarter finns listade i Catalogue of Life.